# Itagi, Ron
Itagi là một làng thuộc tehsil Ron, huyện Gadag, bang Karnataka, Ấn Độ.